# Masque Emboli

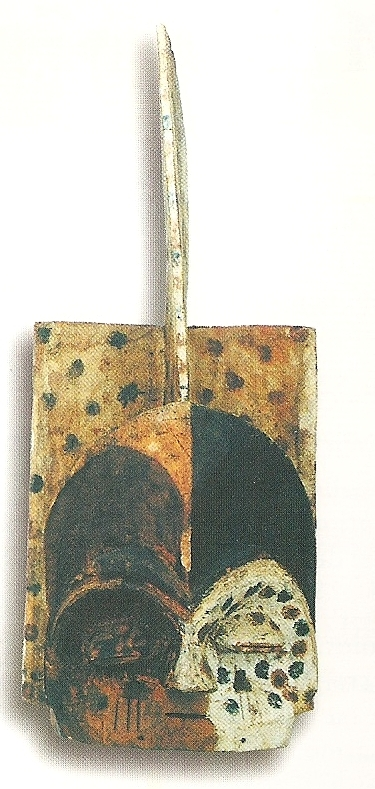
Masque Emboli

Le masque emboli est un masque traditionnel gabonais originaire du groupe ethnique Ikota dans la région de l'Ogooué-Ivindo (Gabon).

## Description
Moucheté de noir, ocre et rouge (pour imiter la panthère), sur fond blanc, il est taillé dans du bois tendre et porte une barbe en raphia.
Sa figure est ornée de deux cavités et d'arcades sourcilières proéminentes. Sur sa tête, on observe un cimier sagittal. 

## Utilisation
Il est porté au cours des cérémonies de la confrérie du "Ngoye" (la panthère) qui marquent le passage des jeunes garçons à l'état adulte par la circoncision.
Il intervient aussi lors des danses de guérison ou lors de rituels de recherche de sorciers. Ces danses sont exécutées de jour, dans la cour du village.